# Ewald Grothe

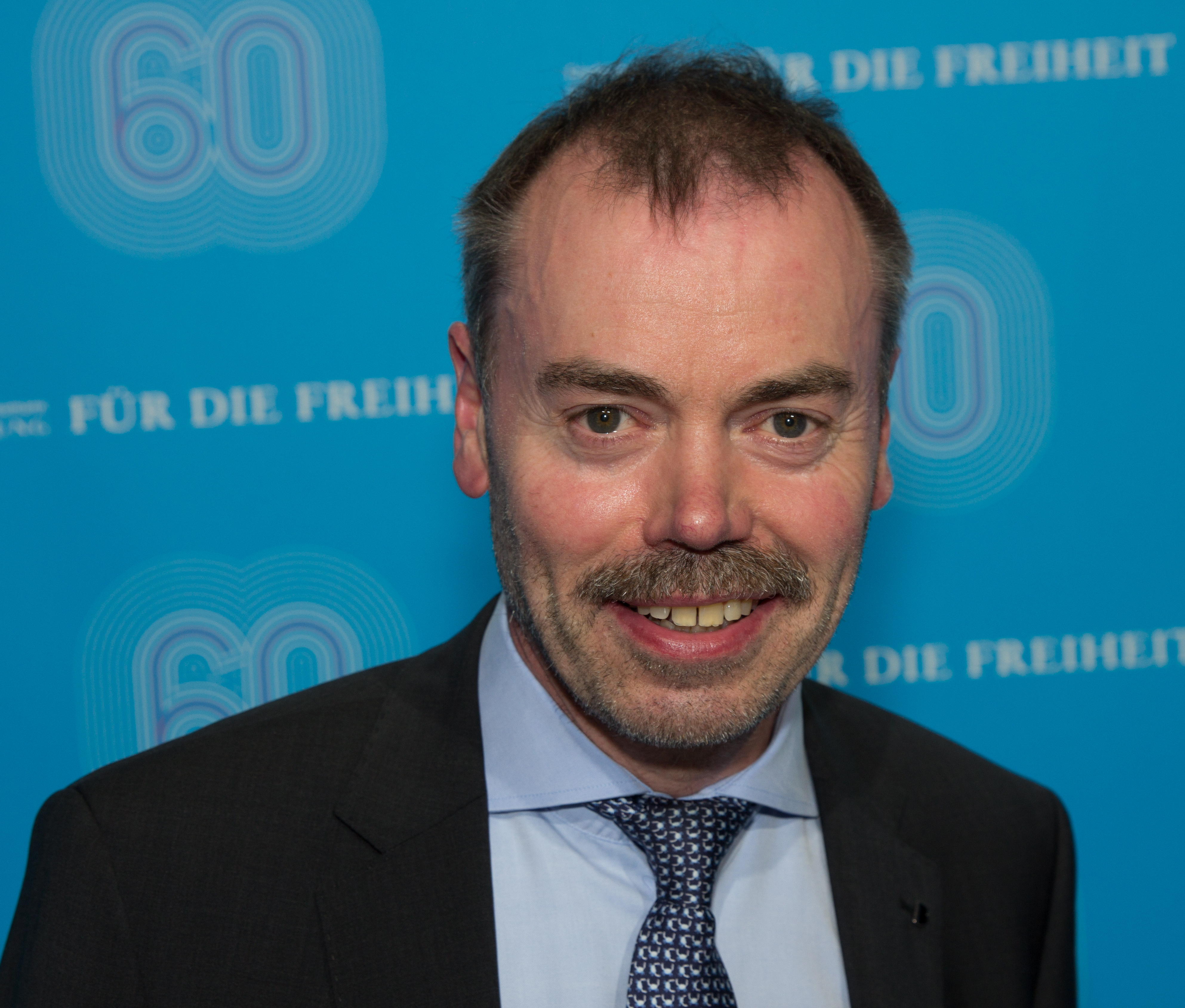
Ewald Grothe, 2018

Ewald Grothe (* 23. Februar 1961 in Nieheim) ist ein deutscher Historiker und Hochschullehrer. Seit 2009 ist er außerplanmäßiger Professor an der Bergischen Universität Wuppertal. Seit 2011 leitet er das Archiv des Liberalismus der Friedrich-Naumann-Stiftung für die Freiheit in Gummersbach.

## Leben
Ewald Grothe wuchs in dem kleinen Ort Bredenborn im Kreis Höxter auf. Er machte 1980 das Abitur am Städtischen Gymnasium in Brakel und leistete danach den Grundwehrdienst. Er studierte ab 1981 an der Universität Marburg Geschichtswissenschaft, Öffentliches Recht und Rechtsgeschichte und schloss mit dem Magisterexamen ab. Zu seinen wichtigsten akademischen Lehrern gehörten im Fach Alte Geschichte Karl Christ, in Neuerer und Neuester Geschichte Hartwig Brandt und im Öffentlichen Recht Gerhard Hoffmann. 
Von 1988 bis 1992 bearbeitete Grothe im Auftrag des Hessischen Landtags eine Aktenedition zur Geschichte des kurhessischen Parlamentarismus im Vormärz. Zwischen 1992 und 1995 war er Kollegiat des Graduiertenkollegs „Mittelalterliche und neuzeitliche Staatlichkeit (10.–19. Jahrhundert)“ an der Universität Gießen und von 1993 bis 1995 Wissenschaftlicher Mitarbeiter der „Forschungsstelle Georg Büchner – Literatur und Geschichte des Vormärz“ an der Universität Marburg. Er wurde 1994 in Marburg bei Hellmut Seier mit einer Dissertation über die Verfassungsgeschichte des Kurfürstentums Hessen in den 1830er Jahren promoviert. 1995 ging er als Wissenschaftlicher Assistent von Hartwig Brandt an die Bergische Universität Wuppertal, an der er sich 2003 zur deutschen Verfassungsgeschichtsschreibung im 20. Jahrhundert habilitierte. 2004 wurde er in Wuppertal zum Privatdozenten ernannt. Er lehrt seit 2007 auch an der Universität zu Köln. 2007/2008 war er Lehrbeauftragter am Fachbereich Gesellschaftswissenschaften der Universität Kassel. Von 2006 bis 2010 war er Betreuer im Promotionskolleg „Gesellschaftliche Interessen und politische Willensbildung. Verfassungskulturen im historischen Kontext“ am Historischen Institut der FernUniversität in Hagen. 2009 wurde er an der Universität Wuppertal zum außerplanmäßigen Professor ernannt.
Zum April 2011 wurde er als Nachfolger von Monika Faßbender zum Leiter des Archivs des Liberalismus der Friedrich-Naumann-Stiftung für die Freiheit in Gummersbach berufen. Er ist seit 2011 Fiduziar der Wolf-Erich-Kellner-Gedächtnisstiftung.

## Forschungstätigkeit
Sowohl die Dissertation als auch die Habilitationsschrift wurden in der Wissenschaft mit großem Lob bedacht und breit rezipiert. Zur Doktorarbeit äußerte Hans-Christof Kraus, sie zähle „zu den Büchern, bei deren Lektüre sich der Leser mehr als einmal fragt, warum sie nicht schon längst geschrieben worden sind.“ Zur Habilitationsschrift über die deutsche Verfassungsgeschichtsschreibung erschienen über dreißig Buchbesprechungen. Sie gehört nach dem Urteil von Hans Boldt „in eine Reihe mit den neuen großen Werken der Wissenschaftsgeschichtsschreibung, mit Wilhelm Bleeks ‚Geschichte der Politikwissenschaft’ und der ‚Geschichte des öffentlichen Rechts’ von Michael Stolleis.“ Wilhelm Bleek zufolge „schließt sie eine wichtige Lücke in der wissenschaftsgeschichtlichen Literatur“.
Er hat mehrere auch jenseits der Geschichtswissenschaft weithin beachtete Editionen veröffentlicht, so den Briefwechsel der Brüder Grimm mit Ludwig Hassenpflug, den zwischen Carl Schmitt und Ernst Rudolf Huber, eine Ausgabe von Quellen zur Alltagsgeschichte im 19. Jahrhundert und zuletzt einen Band mit „unerhörten Reden“ von Walter Scheel.
Grothe betreute Publikationsprojekte für den Hessischen Landtag, die Historische Kommission für Hessen, die Hessische Landeszentrale für politische Bildung, den Deutschen Bibliotheksverband und das Ministerium für Generationen, Familie, Frauen und Integration des Landes Nordrhein-Westfalen.
Grothes Forschungsgebiete sind die Verfassungsgeschichte, die Wissenschaftsgeschichte, die Liberalismusgeschichte und die politische Ideengeschichte (Konservatismus, Liberalismus). Er hat insbesondere über den Staatsrechtler und Verfassungshistoriker Ernst Rudolf Huber, den hessischen Politiker Ludwig Hassenpflug, die Germanisten Brüder Grimm sowie die liberalen Wissenschaftler und Politiker Moritz Julius Bonn, Ludwig Haas, Friedrich Naumann, Karl von Rotteck und Carl Theodor Welcker geforscht. 2023 veröffentlichte er einen Band mit 18 Aufsätzen zur Liberalismusgeschichte unter dem Titel „Freiheitliche Ideen. Der schwierige Weg zur liberalen Demokratie“.

## Auszeichnungen
1995 gewann Grothe für seine Dissertation den Wilhelm-Liebknecht-Preis der Universitätsstadt Gießen. Von 2000 bis 2002 erhielt er ein Habilitationsstipendium der Deutschen Forschungsgemeinschaft und 2010/2011 ein Forschungsstipendium der Gerda-Henkel-Stiftung für die Herausgabe des Briefwechsels zwischen Carl Schmitt und Ernst Rudolf Huber. Für seine Habilitationsschrift bekam er 2004 einen Druckkostenzuschuss des Förderungsfonds Wissenschaft der Verwertungsgesellschaft Wort.

## Wissenschaftliche Ämter und Mitgliedschaften
Grothe ist Mitglied des Verbandes der Historiker und Historikerinnen Deutschlands und der Georg Büchner Gesellschaft. Darüber hinaus ist er
- seit 1997 Mitglied des Wissenschaftlichen Rates und seit 2017 Vorsitzender der Brüder Grimm-Gesellschaft Kassel,[11][12]
- seit 2001 Wissenschaftliches Mitglied und seit 2012 Mitglied des Hauptausschusses der Historischen Kommission für Hessen in Marburg,[13]
- seit 2006 Mitglied und seit 2022 stellvertretender Vorsitzender der Vereinigung für Verfassungsgeschichte,
- seit 2011 Gründungsmitglied des Interdisziplinären Zentrums für Editions- und Dokumentwissenschaft der Bergischen Universität Wuppertal,[14]
- seit 2011 Vertrauensdozent der Friedrich-Naumann-Stiftung für die Freiheit an der Universität Wuppertal,
- seit 2012 Mitglied des Auswahlausschusses für Stipendiatinnen und Stipendiaten der Friedrich-Naumann-Stiftung für die Freiheit,
- seit 2013 Mitglied des Editionsfachbeirats „Fraktionsprotokolle“ der Kommission für Geschichte des Parlamentarismus und der politischen Parteien,[15]
- seit 2013 Mitglied des Gesamtvorstandes und seit 2017 Vorsitzender der Fachgruppe 6 (Archive der Parlamente, politischen Parteien, Stiftungen und Verbände) des Verbandes deutscher Archivarinnen und Archivare,[16]
- seit 2015 Mitglied des Vorstands des Dimitris-Tsatsos-Instituts für Europäische Verfassungswissenschaften an der Fernuniversität in Hagen,[17]
- seit 2017 Mitglied des Kuratoriums des Instituts für Geschichte und Biographie an der Fernuniversität in Hagen,[18]
- seit 2017 Mitglied des Historikerausschusses des Verbandes der Historiker und Historikerinnen Deutschlands,[19]
- seit 2018 Mitglied des Beirats der Stiftung Bundespräsident-Theodor-Heuss-Haus in Stuttgart,[20]
- seit 2020 Mitglied des Kuratoriums der Wolf-Erich-Kellner-Gedächtnisstiftung zur Verleihung des Wolf-Erich-Kellner-Preises,[21]
- seit 2021 Vorsitzender der Jury zur Verleihung des Arno-Esch-Preises,[22]
- seit 2022 Mitglied der Gesellschaft für Rheinische Geschichtskunde,
- seit 2023 Mitglied der German Scholars Organization (GSO).[23]

## Herausgebertätigkeit
Grothe ist seit 2012 Mitherausgeber des Jahrbuchs zur Liberalismus-Forschung und seit 2000 des Jahrbuchs der Brüder Grimm-Gesellschaft.
Grothe ist Mitherausgeber der Quellen zur Brüder Grimm-Forschung (seit 2010) (gemeinsam mit Rotraut Fischer u. a.) sowie der Veröffentlichungen des Dimitris-Tsatsos-Instituts für Europäische Verfassungswissenschaften (seit 2015) (gemeinsam mit Arthur Benz u. a.).

## Schriften (Auswahl)

### Monographien
- Verfassungsgebung und Verfassungskonflikt. Das Kurfürstentum Hessen in der ersten Ära Hassenpflug 1830–1837, Duncker & Humblot, Berlin 1996 (= Schriften zur Verfassungsgeschichte, Bd. 48), ISBN 3-428-08509-4 (Zugleich: Marburg, Univ., Diss., 1994).[26]
- Zwischen Geschichte und Recht. Deutsche Verfassungsgeschichtsschreibung 1900–1970, Oldenbourg, München 2005 (= Ordnungssysteme, Bd. 16), ISBN 3-486-57784-0 (Zugleich: Wuppertal, Universität, Habilitationsschrift, 2003).[27]

Aufsatzsammlung
- Freiheitliche Ideen. Der schwierige Weg zur liberalen Demokratie. CEP Europäische Verlagsanstalt, Hamburg 2023, ISBN 978-3-86393-160-5.[28]

### Editionen (Herausgeber, Mitherausgeber bzw. Mitbearbeiter)
- Bearb. mit Hellmut Seier: Akten und Briefe aus den Anfängen der kurhessischen Verfassungszeit 1830–1837, hrsg. v. Hellmut Seier, Elwert, Marburg 1992 (= Veröffentlichungen der Historischen Kommission für Hessen, Bd. 48,4; Vorgeschichte und Geschichte des Parlamentarismus in Hessen, Bd. 8), ISBN 3-7708-0993-9.[29]
- Hrsg.: Brüder Grimm. Briefwechsel mit Ludwig Hassenpflug (einschließlich der Briefwechsel zwischen Ludwig Hassenpflug und Dorothea Grimm, geb. Wild, Charlotte Hassenpflug, geb. Grimm, ihren Kindern und Amalie Hassenpflug). Brüder Grimm-Gesellschaft, Kassel/Berlin 2000, ISBN 3-929633-64-7 (= Brüder Grimm. Werke und Briefwechsel. Kasseler Ausgabe. Briefe, Bd. 2).[30]
- Hrsg. mit Hartwig Brandt: Quellen zur Alltagsgeschichte der Deutschen 1815–1870, Wissenschaftliche Buchgesellschaft, Darmstadt 2005 (= Ausgewählte Quellen zur deutschen Geschichte der Neuzeit. Freiherr vom Stein-Gedächtnisausgabe, Reihe B, Bd. 44), ISBN 3-534-12775-7.[31]
- Bearb. mit Klaus Hassenpflug: Amalie Hassenpflug: Souvenirs d’enfance. De Vars et Guillestre aux frères Grimm. L’Emigration du Dauphiné en Hesse, Brüder Grimm-Gesellschaft, Guillestre/Kassel 2007 (= Cahiers Franco-Allemands, Heft 1), ISBN 978-3-929633-98-6.
- Hrsg.: Ludwig Hassenpflug: Denkwürdigkeiten aus der Zeit des zweiten Ministeriums 1850–1855, Historische Kommission für Hessen, Marburg 2008 (= Veröffentlichungen der Historischen Kommission für Hessen, Bd. 48,11; Politische und parlamentarische Geschichte des Landes Hessen, Bd. 32), ISBN 978-3-7708-1317-9.[32]
- mit Bernhard Lauer: Ludwig Hassenpflug: Jugenderinnerungen (1794 bis 1821), hrsg. v. Klaus Hassenpflug, Brüder Grimm-Gesellschaft, Kassel 2010 (= Quellen zur Brüder Grimm-Forschung, Bd. 4), ISBN 978-3-940614-14-8.
- Hrsg.: Carl Schmitt – Ernst Rudolf Huber. Briefwechsel 1926–1981. Mit ergänzenden Materialien, Duncker & Humblot, Berlin 2014, ISBN 978-3-428-14170-8.[33]
- Hrsg.: Die Abgeordneten der kurhessischen Ständeversammlungen 1830–1866, Historische Kommission für Hessen, Marburg 2016 (= Veröffentlichungen der Historischen Kommission für Hessen, Bd. 48, 13; Politische und parlamentarische Geschichte des Landes Hessen, Bd. 43), ISBN 978-3-923150-63-2.[34]
- Bearb. mit Knut Bergmann und Gundula Heinen: Walter Scheel: Unerhörte Reden. Hrsg. von Knut Bergmann, be.bra Verlag, Berlin 2021, ISBN 978-3-89809-188-6.[35]
- Bearb.: Wandel beginnt im Kopf. 50 Jahre Freiburger Thesen. Friedrich-Naumann-Stiftung für die Freiheit, Potsdam 2021, ISBN 978-3-948950-18-7. Online auf der Webseite der Friedrich-Naumann-Stiftung für die Freiheit.

### Sammelbände (Herausgeber bzw. Mitherausgeber)
- mit Bernd Heidenreich: Kultur und Politik – Die Grimms, Societäts-Verlag, Frankfurt a. M. 2003, ISBN 3-7973-0852-3, 2. Aufl. unter dem Titel: Die Grimms – Kultur und Politik, Societäts-Verlag, Frankfurt a. M. 2008, ISBN 978-3-7973-1072-9.[36]
- mit Hartwig Brandt: Rheinbündischer Konstitutionalismus, Peter Lang Verlag, Frankfurt a. M. usw. 2007 (= Rechtshistorische Reihe, Bd. 350), ISBN 978-3-631-56489-9.[37]
- Konservative deutsche Politiker im 19. Jahrhundert. Wirken – Wirkung – Wahrnehmung, Historische Kommission für Hessen, Marburg 2010 (= Veröffentlichungen der Historischen Kommission für Hessen, Bd. 75), ISBN 978-3-942225-09-0.[38]
- mit Ulrich Sieg: Liberalismus als Feindbild, Wallstein Verlag, Göttingen 2014, ISBN 978-3-8353-1551-8.[39]
- Ernst Rudolf Huber. Staat – Verfassung – Geschichte, Nomos Verlag, Baden-Baden 2015 (= Staatsverständnisse, Bd. 80), ISBN 978-3-8487-2618-9.[40]
- mit Jürgen Frölich und Wolther von Kieseritzky: Liberalismus-Forschung nach 25 Jahren. Bilanz und Perspektiven, Nomos Verlag, Baden-Baden 2016, ISBN 978-3-8487-3035-3.[41]
- mit Aubrey Pomerance und Andreas Schulz: Ludwig Haas. Ein deutscher Jude und Kämpfer für die Demokratie, Droste Verlag, Düsseldorf 2017 (= Beiträge zur Geschichte des Parlamentarismus und der politischen Parteien, Bd. 174), ISBN 978-3-7700-5335-3.[42] Engl.: Ludwig Haas. A German Jew and Fighter for Democracy. Greytown (Neuseeland) 2020, ISBN 978-0-47353320-5.
- mit Hans-Peter Becht: Karl von Rotteck und Karl Theodor Welcker. Liberale Professoren, Politiker und Publizisten. Nomos Verlag, Baden-Baden 2018 (= Staatsverständnisse, Bd. 108), ISBN 978-3-8487-4551-7.[43]
- mit Jens Hacke: Liberales Denken in der Krise der Weltkriegsepoche. Moritz Julius Bonn. Steiner Verlag, Stuttgart 2018 (= Staatsdiskurse, Bd. 36), ISBN 978-3-515-12234-4.[44]
- mit Susanne Ackermann und Jürgen Frölich: 50 Jahre Archiv des Liberalismus. Friedrich-Naumann-Stiftung für die Freiheit, Gummersbach 2018, ISBN 978-3-00-061056-1 (PDF; 8,8 MB).
- mit Arthur Schlegelmilch: Constitutional Moments. Erträge des Symposions des Dimitris-Tsatsos-Instituts für Europäische Verfassungswissenschaften, des Instituts für Geschichte und Biographie und des Archivs des Liberalismus der Friedrich-Naumann-Stiftung für die Freiheit am 13. und 14. April 2018 an der FernUniversität in Hagen. Berliner Wissenschafts-Verlag, Berlin 2020 (= Veröffentlichungen des Dimitris-Tsatsos-Instituts für Europäische Verfassungswissenschaften, Bd. 20), ISBN 978-3-8305-3982-7.[45]
- mit Jürgen Frölich und Wolther von Kieseritzky: Fortschritt durch sozialen Liberalismus. Politik und Gesellschaft bei Friedrich Naumann. Nomos Verlag, Baden-Baden 2021 (= Staatsverständnisse. Bd. 151), ISBN 978-3-8487-6696-3.[46]
- mit Peter Schiffauer: Gesellschaftliche Voraussetzungen demokratischer Verfassungen. Berliner Wissenschafts-Verlag, Stuttgart 2024 (= Veröffentlichungen des Dimitris-Tsatsos-Instituts für Europäische Verfassungswissenschaften, Bd. 23), ISBN 978-3-8305-5578-0.
- mit Wolther von Kieseritzky: Vernunftrepublikaner, Reichskanzler, liberaler Außenminister. Das Staatsverständnis von Gustav Stresemann. Nomos Verlag, Baden-Baden 2025 (= Staatsverständnisse. Bd. 184), ISBN 978-3-8487-8719-7.
- mit Michael Borchard: Die Selbstbehauptung der liberalen Demokratie. Das Krisenjahr 1923 (=  Weimarer Schriften zur Republik. Bd. 28). Steiner, Stuttgart 2025, ISBN 978-3-515-13930-4.